# La Tache (film, 1914)
Pour les articles homonymes, voir La Tache (film).
Pour plus de détails, voir Fiche technique et Distribution.
La Tache ou (Le Tatouage) est un film muet français réalisé par Maurice Le Forestier, sorti en 1914.

## Fiche technique
- Titre : La Tache
- Titre de travail : Le Tatouage
- Réalisation : Maurice Le Forestier
- Scénario : Pierre Valdagne
- Photographie :
- Montage :
- Producteur :
- Société de production : Société cinématographique des auteurs et gens de lettres (S.C.A.G.L)
- Société de distribution :  Pathé Frères
- Pays d'origine :  France
- Langue : film muet avec les intertitres en français
- Format : Noir et blanc — 35 mm — 1,33:1 — Muet
- Genre : Comédie dramatique
- Métrage : 1 170 mètres
- Durée : 39 minutes
- Dates de sortie :
  -  France : 1er mai 1914

## Distribution
- Georges Saillard : Max Doriant
- René Maupré : Maurice de Perne
- Germaine Dermoz : Gladys Smythson et Jeanne Brémont
- Maria Fromet : Nelly Smithson
- Abel Gance :